# 納蓋巴克斯基區
53°31′N 59°48′E / 53.517°N 59.800°E
納蓋巴克斯基區（俄语：Нагайбакский район），是俄羅斯的一個區，位於該國西南部，由車里雅賓斯克州負責管轄，面積3,022平方公里，2010年人口20,927，人口密度每平方公里6.92人。